# Henrique IV, o Justo
Henrique IV, o Justo (em polonês/polaco:  Henryk IV Probus ou Prawy; em alemão:  Heinrich IV der Gerechte; c. 1256 – Breslávia, 23 de junho de 1290) foi duque da Breslávia (um território pertencente à Baixa Silésia) a partir de 1273, e a partir de 1288 Duque da Cracóvia e da Polónia até à sua morte em 1290.

## Biografia
Henrique IV era o único filho de Henrique III, Duque da Breslávia, e da sua esposa Judite da Masóvia, filha do Duque Conrado I da Masóvia.
Quando Henrique III faleceu, em 1266, Henrique IV (com cerca de 8 anos) foi colocado sob tutela do seu tio paterno, o arcebispo Ladislau de Salzburgo, que em 1267, enviou Henrique para Praga, a fim de crescer na corte do rei Otacar II da Boêmia, que após a morte de Ladislau em 1270, também governou sobre o Ducado da Breslávia.
Pouco tempo depois da morte do seu tio, que o deixou como herdeiro, Henrique IV regressou a Breslávia, onde encontrou-se sob o cuidado do mais próximo conselheiro do pai, Simão Gallicusa. Henrique recebeu uma boa educação, explicando assim o subsequente gosto pela cultura e pela poesia (Henrique terá escrito alguns versos em Polaco antigo).
A cooperação entre Otacar da Boémia e Henrique IV, para além de serem aliados, foi exemplar, verificando-se esse facto em muitas batalhas.

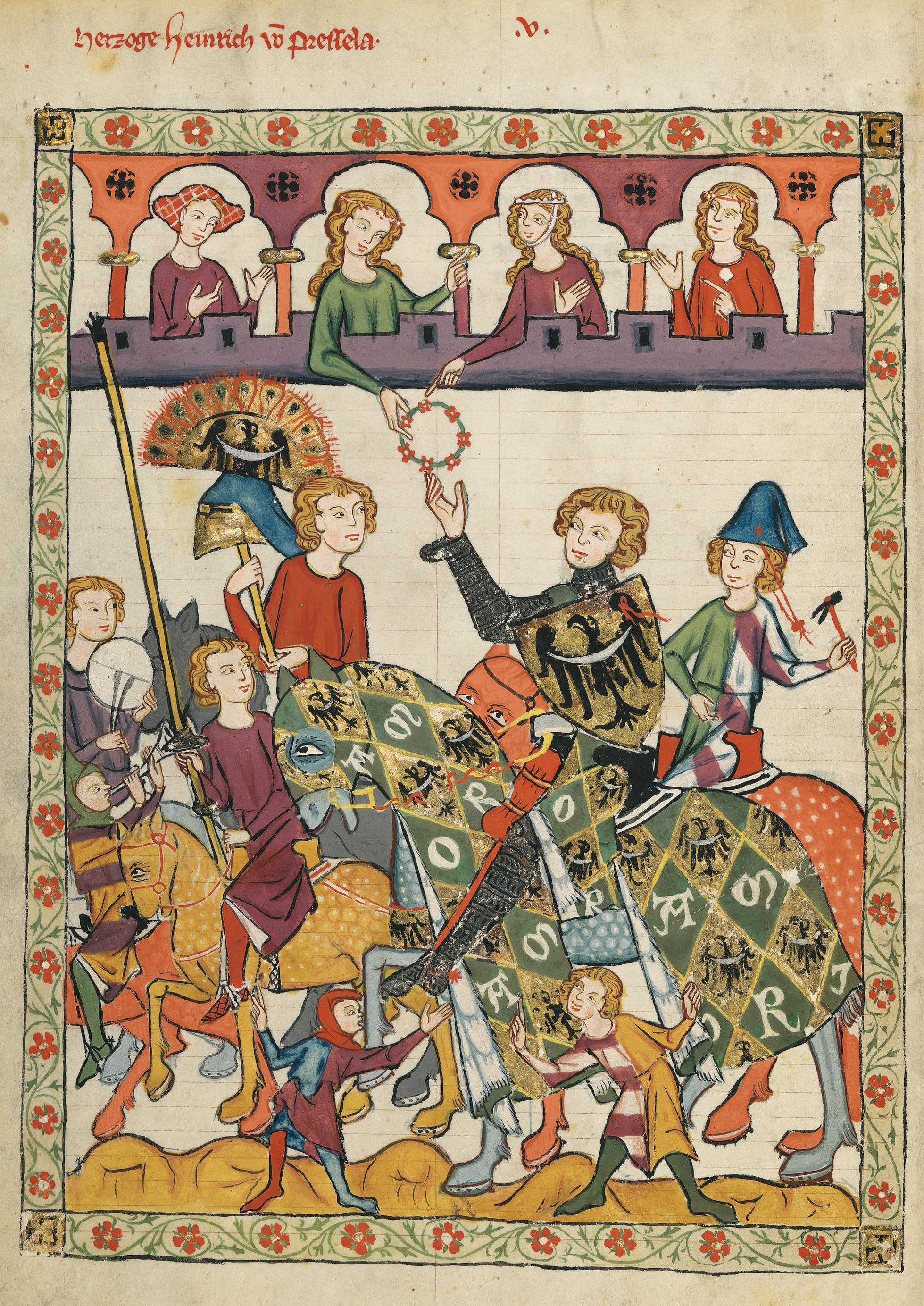
Henrique IV representado no Codex Manesse, datado de 1300

Em 1273, com 15 anos, Henrique IV foi proclamado adulto e passou a assumir sozinho o governo do ducado. Ele começou a adaptar uma forma de governo independente a partir da Boémia, e a formar relações de amizade com Vladislau, duque de Opole, e Premislau, duque de Poznań e rei da Polônia a partir de 1295.
Em 1277, Henrique foi raptado pelo tio, Boleslau II da Silésia que o aprisionou. Felizmente para Henrique, os outros aliados de Otacar II da Boémia, Henrique III da Silésia-Glogóvia e Premislau II da Polónia, lutaram pela sua libertação, o que deu origem a uma guerra, onde o duque Henrique V da Silésia, filho de Boleslau II, derrotou e capturou Henrique de Glogóvia e Premislau II da Polónia.
Henrique IV apenas conseguiu a liberdade no final desse ano, quando ouviu sobre a derrota do seu aliado, Otacar da Boémia. Henrique IV foi forçado a dar a Boleslau algumas cidades da Breslávia e também a penhorar Krosno Odrzańskie (obtido dos duques de Głogóvia em 1273-1274) a fim de obter dinheiro para o seu resgate.
Em 1278, Otacar falece numa batalha. Quando Henrique soube desta notícia, foi a Praga a fim de conseguir a guarda do filho de Otacar II, Venceslau (futuro Venceslau II), mas não conseguiu, pois devido a Rodolfo I da Germânia, a regência foi dada a Otão V de Brandemburgo-Salzwedel. Em compensação, Rodolfo deu a Henrique o Condado de Kladsko, em 1280.
Em 1280, Henrique reconciliou-se com Rodolfo e foi a Viena tentar obter junto dele o título de rei da Polónia. Rodolfo aceitou ajudá-lo a obter o título, com a condição de que Constança (casada com Henrique) filha do Duque Vladislau de Opole, aliado de Rodolfo, teria de ser coroada também como Rainha, se ele obtivesse a Investidura Real. Henrique, entretanto, tentou obter a autoridade suprema sobre a Silésia e toda a Polónia, mas as suas relações com os duques da Silésia não eram boas.

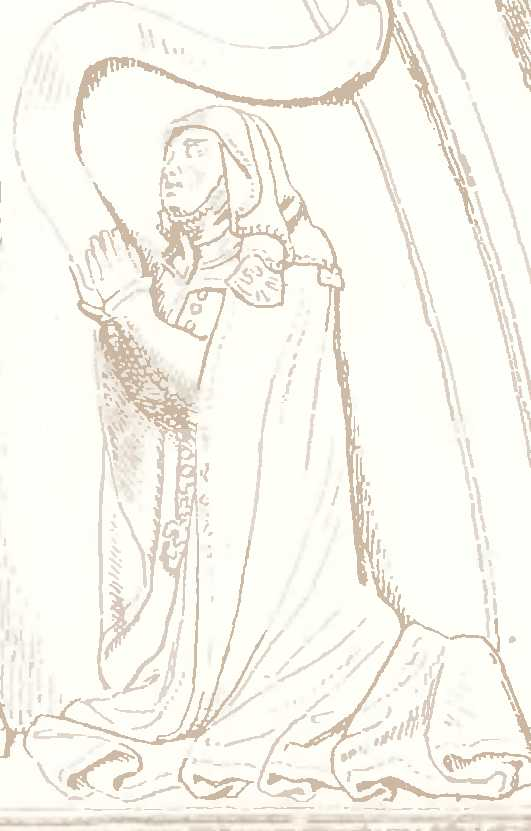
Representação de Matilde de Brandemburgo, segunda esposa de Henrique IV

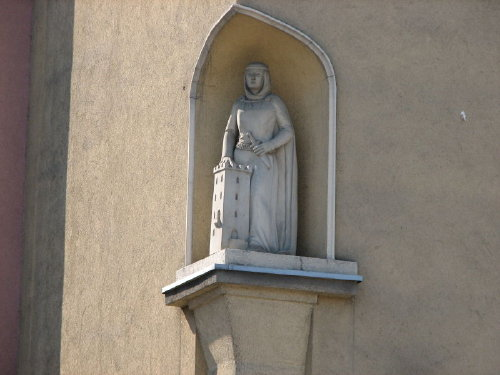
Estátua de Constança de Wodzislaw, primeira esposa de Henrique IV

Então, em fevereiro de 1281, Henrique IV organizou um encontro em Sądowel, uma aldeia localizada no Ducado da Breslávia, na tentativa de encontrar maneiras de cooperação mútua entre os vários duques da Silésia. Mas Henrique tinha outros planos: capturou o seu maior inimigo, Henrique V da Silésia, e os seus mais fiéis aliados, Henrique III da Silésia-Glogóvia e Premislau II da Polónia, a fim de tentar obter concessões políticas deles.
Contudo, nem todos os duques estiveram de acordo com Henrique IV, e isso teve sérias consequências, como a anulação do seu casamento com Constança.
Henrique IV teve ainda, como era comum na altura, conflitos com o clero.
A 30 de Setembro de 1288, Lesco II da Polónia, duque da Polónia, falece sem descendência, o que abriu as portas para as ambições de Henrique de ser o novo Duque da Polónia, o que acabou por acontecer.
Henrique IV faleceu subitamente em 1290, com aproximadamente 32 anos, provavelmente envenenado.

## Casamentos
Em março de 1280, Henrique casou com Constança de Wodzislaw, duquesa de Wodzisław Śląski, filha de Vladislau, duque de Opole e de Eufêmia da Polônia. Após sete anos sem descendência, Henrique obteve a anulação deste casamento.
Em 1288, Henrique IV casou-se de novo, desta vez com Matilde de Brandemburgo, filha de Oto V de Brandemburgo-Salzwedel e de Judite de Henneberg. Não tiveram descendência.
| Precedido por: Otacar II da Boémia | Duque de Breslávia 1273–1290 | Sucedido por: Henrique V   |
| Precedido por: Przemko             | Duque de Scinawa 1289–1290   | Sucedido por: Henrique V   |
| Precedido por: Premislau II        | Duque de Wieluń 1281–1287    | Sucedido por: Premislau II |
| Precedido por: Lesco II da Polónia | Duque da Polónia 1288–1290   | Sucedido por: Premislau II |